# Marxa dels pobles originaris
La marxa dels pobles originaris és una gran desfilada que es va organitzar el 2010 per presentar les reclamacions indígenes a la presidència del país; seguint un model iniciat a Bolívia, grups d'indígenes surten de les seves comunitats confluint al lloc designat.
Aquestes manifestacions s'han convertit després en habituals; conflueixen a l'Argentina en la Plaza de Mayo de Buenos Aires i a Xile al Cerro Santa Lucia de Santiago de Xile; són organitzades per les associacions indígenes i amb suport de moviments d'esquerra. A Xile també s'anomena com el "Dia de la resistència maputxe".
Hi va haver una marxa de 4.000 persones a Bolívia el 2008 i una de 6.000 a Santiago de Xile el 2009, però l'autèntica i més important marxa fou la del maig del 2010 a Buenos Aires quan milers d'indígenes van ser rebuts per la presidenta argentina, a la que van presentar les seves reclamacions sobretot referent a les terres (que de fet no foren ateses).
La manifestació s'han anat repetint cada any amb el mateix nom. El 2011 es va fer a Santiago de Xile a l'octubre i hi van participar prop de dues mil persones (acabant en incidents); el maig del 2012 es va repetir a Buenos Aires tornar a tenir una bona participació; l'octubre del 2013 es va fer a Concepción (ciutat xilena); se'n van fer una a Santiago el 2014 i el 2015 es va fer també a Santiago, produint-se incidents.
La bandera designada com a comuna per aquestes manifestacions és la bandera del Dia Americà de l'Indi que té un disc central amb Tupac Amaru i altres símbols (com un còndor dels Andes, el Sol i la lluna, un jaguar, una serp, dues fulles i dos braços agafats) estan el disc dins d'una creu inca blanca. La resta de la bandera per fer-la rectangular, està formada per quadrats de diversos colors a imitació de la bandera tradicional o wiphala.